# فيلي غامبل
فيلي غامبل (بالإنجليزية: Willie Gamble)‏ (5 مارس 1968 في المملكة المتحدة - ) هو لاعب كرة قدم بريطاني في مركز الهجوم. لعب مع غرانتهام تاون ‏ وBrigg Town F.C. ‏ ولينكولن سيتي أف سي وArmthorpe Welfare F.C. ‏ وشبشيد دينامو ‏ وGlapwell F.C. ‏ وHarworth Colliery F.C. ‏ ونادي بوسطن يونايتد وRetford United F.C. ‏.